# Diana Kirkbride
Diana Victoria Warcup Kirkbride (22 octobre 1915 - 13 août 1997) est une archéologue britannique spécialisée dans le Néolithique du Proche-Orient.

## Formation
Diana Kirkbride fréquente la Wycombe Abbey School, à High Wycombe. Elle sert dans le Women's Royal Naval Service pendant la Seconde Guerre mondiale. Elle obtient un diplôme de troisième cycle à l'University College de Londres en 1950, étudiant l'archéologie mésopotamienne et palestinienne sous la direction de Max Mallowan et de Kathleen Kenyon.

## Travaux
Diana Kirkbride travaille sur les fouilles de Jéricho de 1952 à 1955 aux côtés de Kathleen Kenyon. En 1953, elle commence des travaux de terrain en Jordanie, notamment la restauration du théâtre de Jerash, et des fouilles à Pétra en 1956. Au cours de ses recherches sur le Paléolithique et le Néolithique de la région, elle fouille un petit abri sous roche appelé Wadi Madamagh et fait des fouilles à Ard Tlaili, au Liban. Elle découvre également un site néolithique majeur à Beidha, en Jordanie, où elle dirige les fouilles de la British School of Archaeology à Jérusalem (en) de 1958 à 1967 .
C'est au cours de ce travail qu'elle rencontre le paléobotaniste danois Hans Helbæk, qu'elle épouse à la fin des années 1960. Elle poursuit son travail en Irak dans les années 1970, où elle découvre un autre site néolithique, appelé Umm Dabaghiyah. Après la mort de son mari d'un accident vasculaire cérébral à la fin des années 1970, elle retourne à Beidha pour une saison de fouilles en 1983. Elle termine la synthèse des fouilles de Beidha et d'Umm Dabaghiyah, puis commence la fouille d'un temple nabatéen à Wadi Rum, en Jordanie, qui n'est pas achevée avant sa mort en août 1997 à Aarhus, au Danemark .

## Organismes et associations
Diana Kirkbride était membre de la Société des Antiquaires de Londres (Fellow of the Society of Antiquaries of London, ou FSA).

## Publications
- Kirkbride Diana et Dorothy Garrod, Fouille de l'Abri Zumoffen, un abri sous roche paléolithique près d'Adlun, Sud-Liban, sn, 1961 [2]
- Kirkbride Diana et Kathleen Kenyon, Scarabées, British School of Archaeology, 1969[3]
- Kirkbride Diana, Early Byblos and the Beqa'a, Beyrouth, 1969[4]
- Kirkbride Diana, Cinq saisons au village néolithique précéramique de Beidha en Jordanie, dans : Palestine Exploration Quarterly, 1966[5]
- Kirkbride Diana et Kathleen Kenyon, Excavations at Jericho 1957-58, Palestine Exploration Fund, 1960[6]